# Aconitum asahikawaense
Aconitum asahikawaense  är en ranunkelväxt som beskrevs av Yuichi Kadota.
Aconitum asahikawaense ingår i släktet stormhattar, och familjen ranunkelväxter.
Inga underarter finns listade i Catalogue of Life.